# 鄭悠
鄭悠（1406年—？），字孟大，江西建昌府南城縣人，民籍。明朝政治人物。進士出身。

## 生平
十月初七日生，江西鄉試第四十七名举人。宣德八年（1433年）癸丑科進士，正統元年四月授兵科給事中，以吏部推舉，十一年十一月遷山西行太僕寺少卿，丁憂服闋，景泰四年四月復除南京太仆寺少卿，丁憂服闋，天順五年四月復除原职。

## 家族
曾祖父鄭奎。祖父鄭鐸。父亲鄭源。母曾氏。具慶下。兄徵仕厚、悠久；弟纯。娶甘氏。